# Paul Brouardel
Paul Camille Hippolyte Brouardel, född 13 februari 1837 i Saint-Quentin, departementet Aisne, död 23 juli 1906, var en fransk läkare.
Brouardel blev 1865 medicine doktor, 1873 läkare vid sjukhuset Saint-Antoine i Paris samt 1879 professor i rättsmedicin och 1881 ledamot av medicinska akademien där. Förutom ett stort antal rapporter och redogörelser samt mindre skrifter författade han bland annat L'urée et le joie (1877), Le secret médical (1886; andra upplagan 1893), La fièvre typhoïde (1895), det stora arbetet Cours de médecine legale de la faculté de médecine de Paris (åtta delar, 1894–1900) och Les empoisonnements criminels et accidentels (1901) samt utgav tillsammans med Augustin Nicolas Gilbert och Joseph Girode "Traité de médecine et de thérapeutique". Brouardel redigerade "Annales d'hygiène publique et de médecine légale".